# دوبرومیژ (استان سلیزیا سفلی)
دوبرومیژ (به لهستانی:  Dobromierz) یک روستا در لهستان است که در گمینا دوبرومیژ واقع شده‌است. دوبرومیژ ۸۰۰ نفر جمعیت دارد.